# Blievenstorf
Blievenstorf település Németországban, Mecklenburg-Elő-Pomeránia tartományban. Lakosainak száma 438 fő (2023. december 31.).

## Népesség
A település népességének változása:
| Lakosok száma | 436  | 425  | 434  | 432  | 439  | 438  |
|               | 2014 | 2017 | 2019 | 2021 | 2022 | 2023 |